# École Centrale de Lyon
La École centrale de Lyon (también conocida como Centrale Lyon) es una escuela de ingenieros de Francia. 
Está ubicado en Écully, campus Universidad de Lyon. También es miembro del Grupo de Escuelas Centrales (junto a sus instituciones hermanas, emplazadas en París, Lille, Lyon, Marsella, Nantes y Pekín), de France AEROTECH, de Top Industrial Managers for Europe y de la conferencia de grandes écoles. Forma principalmente ingenieros generalistas de muy alto nivel, destinados principalmente para el empleo en las empresas.

## Diplomado Centrale Lyon
En Francia, para llegar a ser ingeniero, se puede seguir la fórmula "dos más tres", que está compuesta de dos años de estudio de alto nivel científico (las clases preparatorias) y tres años científico-técnicos en una de las Grandes Ecoles de ingenieros. El acceso a éstas se realiza, al final de las clases preparatorias, a través de un concurso muy selectivo. Entre los concursos más exigentes se encuentra el que da acceso a las Ecoles Centrale, que permite la entrada a la Ecole centrale de Lyon. 
- Master Ingénieur Centrale Lyon
- Masters Research & PhD Doctorado
- Mastères Spécialisés

## Programa ErasmusMasters
Master M2 (60 ECTS)
Duración  : 10 meses en Francia
Curso : Mecánica, Construcción, Energía, Electricidad, Electrónica, Automática, Ciencias de la computación, Producción y Organización, Procesos y Medio ambiente.

## Graduados famosos
- Laurent Naouri, barítono francés de origen judío[3]
- Marc Riboud, fotógrafo francés especializado en periodismo fotográfico[4]